# Борго Мелано (Торино)
Борго Мелано је насеље у Италији у округу Торино, региону Пијемонт.
Према процени из 2011. у насељу је живело 1797 становника. Насеље се налази на надморској висини од 258 м.